# 空子水库
空子水库，位于广东省英德市东华镇（原属大镇镇）境内，是滃江右岸支流大镇水中游的一座中型水库。工程于1971年10月动工兴建，1990年蓄水。坝址以上集水面积60平方千米，总库容3480万立方米，正常库容3000万立方米，死库容200万立方米。大坝为浆砌石重力坝，顶宽7.07米，坝顶长93.6米，底宽9米。水库以灌溉为主，兼有防洪、发电、养殖等综合功能。设计灌溉面积2977.7公顷。坝后电站总装机容量1600千瓦。